# Braunsia tuberculata
Braunsia tuberculata är en stekelart som först beskrevs av Cameron 1899.  Braunsia tuberculata ingår i släktet Braunsia och familjen bracksteklar. Inga underarter finns listade.